# Năzdrăvanii din pădure. Speriosul sperioșilor
Năzdrăvanii din pădure. Speriosul sperioșilor (în engleză Open Season: Scared Silly) este un film de animație din 2015, continuarea primul film Năzdrăvanii din pădure, fiind al patrulea din seria de filme Năzdrăvanii din pădure, produs de Sony Pictures Animation și regizat de David Feiss.

## Distribuție (versiunea română)
- Mircea Drâmbăreanu – Boog (dialog versiune română)[4]
- Ernest Fazekaș – Elliott / Ian (dialog versiune română)[4]
- Șerban Copot – domnul Winnie (Mr. Weenie) (dialog versiune română)[4]
- Silvia Gâscă – Giselle (dialog versiune română)[4]
- Gabriel Răuță – McSquizzy / Shaw (dialog versiune română)[4]

## Intriga
Legenda unui vârcolac furios amenință buna dispoziție la o tabără de vară din pădure, ceea ce îi va face pe eroi să-și înfrunte temerile, dar și să dezlege misterul din spatele legendei. Boog, Elliot, și toată gașca lor veselă se întorc, așadar, pentru noi aventuri... de speriat!

## Vocile în limba engleză
- Donny Lucas - Boog
- Will Townsend - Elliot, Mr. Weenie
- Melissa Sturm - Giselle
- Brian Drummond - Ian, Reilly, Tree-Hugger Man, Deputy #2
- Lee Tockar - Buddy, McSquizzy
- Peter Kelamis - Serge
- Trevor Devall - Shaw, Wailing Wampus Werewolf, Deputy #1
- Lorne Cardinal - Gordy
- Garry Chalk - Ed
- Kathleen Barr - Bobbie, Edna, Tree-Hugger Lady
- Shannon Chan-Kent - Rosie, Marcia
- Michelle Murdocca - Maria
- Frank Welker - Animals
- Matthew W. Taylor - Deni